# Thivencelle
Thivencelle est une commune française située dans le département du Nord (59) en région Hauts-de-France.

## Géographie

### Situation
La surface est répartie en :
-200 hectares de SAU ;
-30 hectares en bois ;
-28 hectares de surface en eau ;
-68 hectares de surface urbanisée ;
-76 hectares de terres incultes, friche et marais.
Le village est traversé par un cours d'eau provenant de Bavay: l'Hogneau.
Point fort: région bien desservie(axe routier et autoroutier)

Point faible: région aux sols humides

### Communes limitrophes
|                    |             |              |
| Condé-sur-l'Escaut | Thivencelle | Saint-Aybert |
| Quarouble          |             | Crespin      |

### Hydrographie

#### Réseau hydrographique
La commune est située dans le bassin Artois-Picardie. Elle est drainée par la Thivencelle, l'Hogneau, le canal de Mons de la Frontière Belge au confluent de l'Escaut canalisé, le Contre-fossé rive droite du canal de Mons, le Courant de la Saverniere, le Courant des Vaucelles, le marais de la Chapelle Saint-Aybert et divers autres petits cours d'eau,.
L'Hogneau, d'une longueur de 38 km, prend sa source dans la commune de La Longueville et se jette  dans le canal de Mons sur la commune, après avoir traversé neuf communes en France et une partie en Belgique. Les caractéristiques hydrologiques de l'Hogneau sont données par la station hydrologique située sur la commune. Le débit moyen mensuel est de 1,87 m3/s. Le débit moyen journalier maximum est de 33,513 février 200 248,8 m3/s, atteint le même jour.
Le canal Mons-Condé a été construit à partir de 1807 et mis en service en 1818, pour faciliter le transport du « charbon de terre » par l'Escaut, des mines du Borinage vers la France (le territoire belge faisait partie de l'Empire à l'époque napoléonienne). Il a été comblé au profit du Canal Nimy-Blaton-Péronnes.

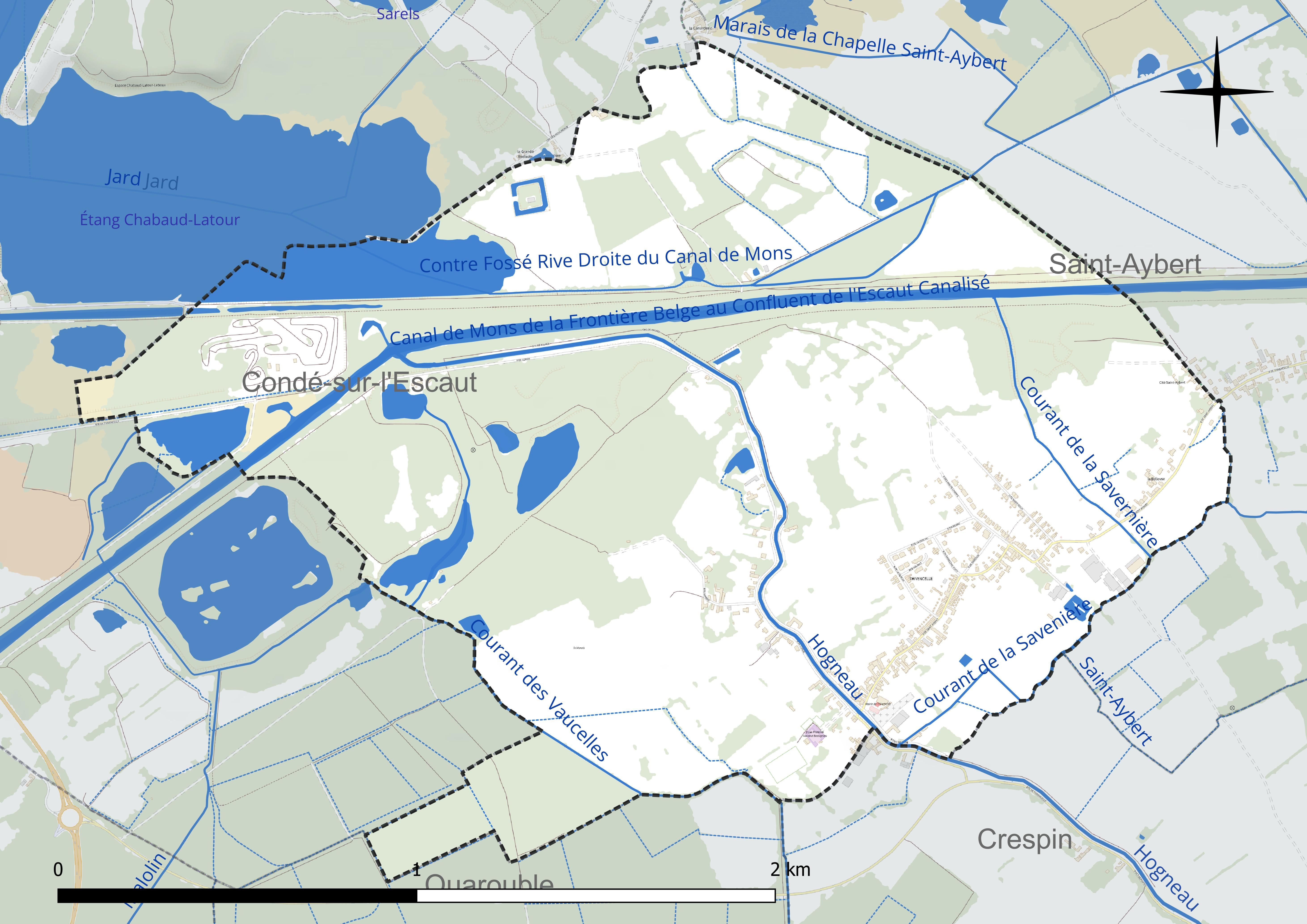
Réseau hydrographique de Thivencelle.

Un plan d'eau complète le réseau hydrographique : l'étang Chabaud-Latour, d'une superficie totale de 105 ha (11,4 ha sur la commune),.

#### Gestion et qualité des eaux
Le territoire communal est couvert par le schéma d'aménagement et de gestion des eaux (SAGE) « Escaut ». Ce document de planification concerne un territoire de 2 005 km2 de superficie, délimité par le bassin versant de l'Escaut. Le périmètre a été arrêté le 9 juin 2006 et le SAGE proprement dit a été approuvé le 13 juillet 2021. La structure porteuse de l'élaboration et de la mise en œuvre est le syndicat mixte Escaut et Affluents (SyMEA).
La qualité des cours d'eau peut être consultée sur un site dédié géré par les agences de l'eau et l'Agence française pour la biodiversité.

### Climat
Pour des articles plus généraux, voir Climat des Hauts-de-France et Climat du Nord.
En 2010, le climat de la commune est de type climat océanique dégradé des plaines du Centre et du Nord, selon une étude du CNRS s'appuyant sur une série de données couvrant la période 1971-2000. En 2020, Météo-France publie une typologie des climats de la France métropolitaine dans laquelle la commune est exposée à un climat océanique altéré et est dans la région climatique Nord-est du bassin Parisien, caractérisée par un ensoleillement médiocre, une pluviométrie moyenne régulièrement répartie au cours de l'année et un hiver froid (3 °C).
Pour la période 1971-2000, la température annuelle moyenne est de 10,8 °C, avec une amplitude thermique annuelle de 14,9 °C. Le cumul annuel moyen de précipitations est de 741 mm, avec 12,1 jours de précipitations en janvier et 9,2 jours en juillet. Pour la période 1991-2020, la température moyenne annuelle observée sur la station météorologique la plus proche, située sur la commune de Valenciennes à 12 km à vol d'oiseau, est de 11,0 °C et le cumul annuel moyen de précipitations est de 694,1 mm,. Pour l'avenir, les paramètres climatiques de la commune estimés pour 2050 selon différents scénarios d'émission de gaz à effet de serre sont consultables sur un site dédié publié par Météo-France en novembre 2022.

## Urbanisme

### Typologie
Au 1er janvier 2024, Thivencelle est catégorisée bourg rural, selon la nouvelle grille communale de densité à sept niveaux définie par l'Insee en 2022.
Elle est située hors unité urbaine. Par ailleurs la commune fait partie de l'aire d'attraction de Valenciennes (partie française), dont elle est une commune de la couronne,. Cette aire, qui regroupe 102 communes, est catégorisée dans les aires de 200 000 à moins de 700 000 habitants,.

### Occupation des sols
L'occupation des sols de la commune, telle qu'elle ressort de la base de données européenne d'occupation biophysique des sols Corine Land Cover (CLC), est marquée par l'importance des territoires agricoles (57,6 % en 2018), une proportion sensiblement équivalente à celle de 1990 (57,7 %). La répartition détaillée en 2018 est la suivante : 
prairies (57,6 %), forêts (11,9 %), zones urbanisées (10,3 %), zones humides intérieures (10,3 %), milieux à végétation arbustive et/ou herbacée (5,6 %), eaux continentales (4,3 %). L'évolution de l'occupation des sols de la commune et de ses infrastructures peut être observée sur les différentes représentations cartographiques du territoire : la carte de Cassini (XVIIIe siècle), la carte d'état-major (1820-1866) et les cartes ou photos aériennes de l'IGN pour la période actuelle (1950 à aujourd'hui).

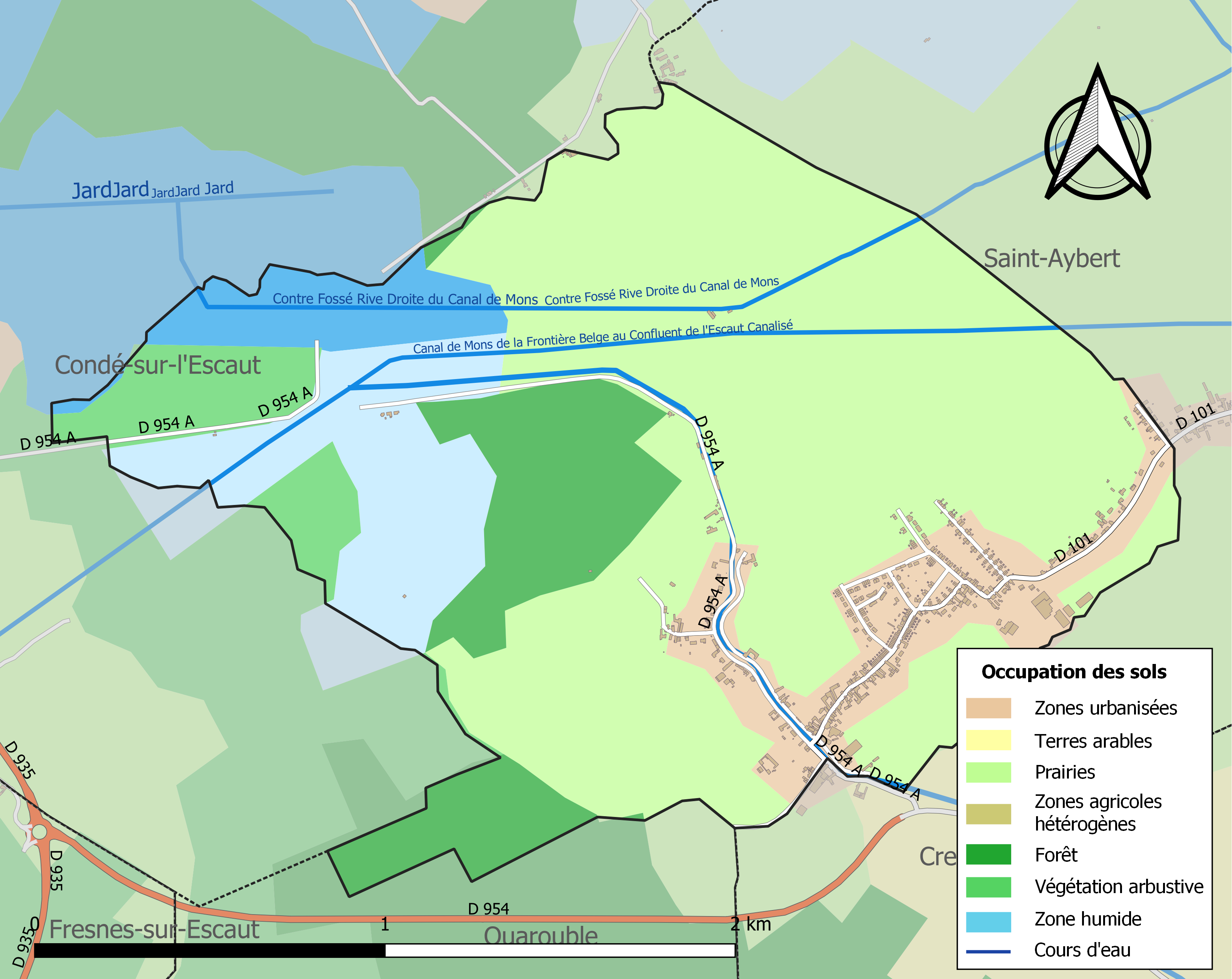
Carte des infrastructures et de l'occupation des sols de la commune en 2018 (CLC).

### Voies de communications et transports
La commune est desservie par la ligne 109 du réseau Transvilles.

## Toponymie
Tivencella, cartulaire de Notre-Dame de Condé, 1213, Thievencelles, Jacques de Guise, Thivencelle, pouillé du XIVe siècle, Thivencelles manuscrit de la bibliothèque de Valenciennes.
Thivencelle est formé sur la base d'une aphérèse d'un anthroponyme d'origine romane, Stephanus : Stephani cella, « l'ermitage d'Étienne ».

## Histoire
Il était une fois une plaine marécageuse... Ainsi pourrait commencer l'histoire. « Le village a été baptisé par les moines. Ils ont creusé la Savernière (un petit cours d'eau qui sépare le territoire de Thivencelle de celui de Saint-Aybert). C'était un endroit poissonneux et on y pêchait le brochet ». Les moines, donc, ont profité de la richesse des sols et de l'eau pour créer un lieu de vie. Deux, en fait : « la Capielle » (Saint-Aybert) et « la Tuchelle » (Thivencelle)[réf. nécessaire].

## Politique et administration
Maire en 1807 : Merlin.
| Identité                                                      | Période         | Période                                   | Durée                     | Étiquette |
| Identité                                                      | Début           | Fin                                       | Durée                     | Étiquette |
| ------------------------------------------------------------- | --------------- | ----------------------------------------- | ------------------------- | --------- |
| Daniel Dropsit (d) (23 mars 1942 - 12 janvier 2009)           | mars 1989       | mars 2001                                 | 12 ans                    |           |
| Irène Zbiciak-Csordas (d) (12 janvier 1930 - 24 juillet 2015) | mars 2001       | mars 2008                                 | 7 ans                     |           |
| Michel Marquilly (d) (19 janvier 1935 - 24 octobre 2009)      | mars 2008       | 24 octobre 2009 (mort en cours de mandat) | 1 an et 7 mois            |           |
| José Dubrulle (d), (né le 13 janvier 1956)                    | 4 décembre 2009 | En cours                                  | 15 ans, 8 mois et 3 jours |           |

### Instances judiciaires et administratives
La commune relève du tribunal d'instance de Valenciennes, du tribunal de grande instance de Valenciennes, de la cour d'appel de Douai, du tribunal pour enfants de Valenciennes, du conseil de prud'hommes de Valenciennes, du tribunal de commerce de Valenciennes, du tribunal administratif de Lille et de la cour administrative d'appel de Douai.

## Population et société

### Démographie

#### Évolution démographique
L'évolution du nombre d'habitants est connue à travers les recensements de la population effectués dans la commune depuis 1800. Pour les communes de moins de 10 000 habitants, une enquête de recensement portant sur toute la population est réalisée tous les cinq ans, les populations de référence des années intermédiaires étant quant à elles estimées par interpolation ou extrapolation. Pour la commune, le premier recensement exhaustif entrant dans le cadre du nouveau dispositif a été réalisé en 2007.

En 2022, la commune comptait 820 habitants, en évolution de −3,76 % par rapport à 2016 (Nord : +0,51 %, France hors Mayotte : +2,11 %).
| 1800 | 1806 | 1821 | 1831 | 1836 | 1841 | 1846 | 1851 | 1856 |
| ---- | ---- | ---- | ---- | ---- | ---- | ---- | ---- | ---- |
| 333  | 379  | 390  | 478  | 508  | 568  | 558  | 650  | 499  |

| 1861 | 1866 | 1872 | 1876 | 1881 | 1886 | 1891 | 1896 | 1901 |
| ---- | ---- | ---- | ---- | ---- | ---- | ---- | ---- | ---- |
| 555  | 597  | 557  | 561  | 568  | 601  | 598  | 621  | 631  |

| 1906 | 1911 | 1921 | 1926  | 1931  | 1936  | 1946  | 1954  | 1962  |
| ---- | ---- | ---- | ----- | ----- | ----- | ----- | ----- | ----- |
| 741  | 972  | 706  | 1 227 | 1 580 | 1 353 | 1 214 | 1 272 | 1 293 |

| 1968  | 1975 | 1982 | 1990 | 1999 | 2006 | 2007 | 2012 | 2017 |
| ----- | ---- | ---- | ---- | ---- | ---- | ---- | ---- | ---- |
| 1 116 | 961  | 818  | 824  | 839  | 813  | 809  | 873  | 846  |

| 2022 | - | - | - | - | - | - | - | - |
| ---- | - | - | - | - | - | - | - | - |
| 820  | - | - | - | - | - | - | - | - |

#### Pyramide des âges
La population de la commune est relativement jeune.
En 2018, le taux de personnes d'un âge inférieur à 30 ans s'élève à 39,7 %, soit au-dessus de la moyenne départementale (39,5 %). À l'inverse, le taux de personnes d'âge supérieur à 60 ans est de 19,6 % la même année, alors qu'il est de 22,5 % au niveau départemental.
En 2018, la commune comptait 420 hommes pour 422 femmes, soit un taux de 50,12 % de femmes, légèrement inférieur au taux départemental (51,77 %).
Les pyramides des âges de la commune et du département s'établissent comme suit.
| Hommes | Classe d’âge | Femmes |
| ------ | ------------ | ------ |
| 0,7    | 90 ou +      | 1,0    |
| 3,4    | 75-89 ans    | 5,3    |
| 13,0   | 60-74 ans    | 15,8   |
| 20,5   | 45-59 ans    | 17,1   |
| 20,4   | 30-44 ans    | 23,5   |
| 17,0   | 15-29 ans    | 19,7   |
| 25,1   | 0-14 ans     | 17,7   |

| Hommes | Classe d’âge | Femmes |
| ------ | ------------ | ------ |
| 0,5    | 90 ou +      | 1,4    |
| 5,3    | 75-89 ans    | 8,1    |
| 14,8   | 60-74 ans    | 16,2   |
| 19,1   | 45-59 ans    | 18,4   |
| 19,5   | 30-44 ans    | 18,7   |
| 20,7   | 15-29 ans    | 19,1   |
| 20,2   | 0-14 ans     | 18     |

## Culture locale et patrimoine

### Lieux et monuments
- Église Notre-Dame de l'Assomption construite de 1855 à 1859 par Charles Leroy, architecte de la basilique-cathédrale Notre-Dame-de-la-Treille de Lille.

### Personnalités liées à la commune
- Jean-Pierre Ronfard : metteur en scène

### Héraldique
| Blason de Thivencelle | Blason  | De gueules à la rose d'argent boutonnée d'or. |
| Blason de Thivencelle | Détails |                                               |

## Pour approfondir